# Kevin White (homme politique)
Pour les articles homonymes, voir Kevin White (homonymie) et White.
Kevin Hagan White (né le 25 septembre 1929, mort le 27 janvier 2012) est un homme politique américain du Parti démocrate, qui a été maire de Boston entre 1968 et 1984.